# 14728 Schuchardt
14728 Schuchardt è un asteroide della fascia principale. Scoperto nel 2000, presenta un'orbita caratterizzata da un semiasse maggiore pari a 2,2193010 au e da un'eccentricità di 0,1548005, inclinata di 4,56350° rispetto all'eclittica.
L'asteroide è dedicato a Maria Schuchardt.